# Chantal Ngalula Mulumba
Pour les articles homonymes, voir Ngalula et Mulumba.
Chantal Ngalula Mulumba est une femme politique de la République démocratique du Congo, nommée ministre du Commerce extérieur en 2005.
En 2018, elle avait postulé pour le compte dans la circonscription électorale de Kinshasa Mont Amba.